# Macropsis arenicola
Macropsis arenicola är en insektsart som beskrevs av Alexander Fyodorovich Emeljanov 1972. Macropsis arenicola ingår i släktet Macropsis och familjen dvärgstritar. Inga underarter finns listade i Catalogue of Life.